# Campionati europei di nuoto in vasca corta 2008

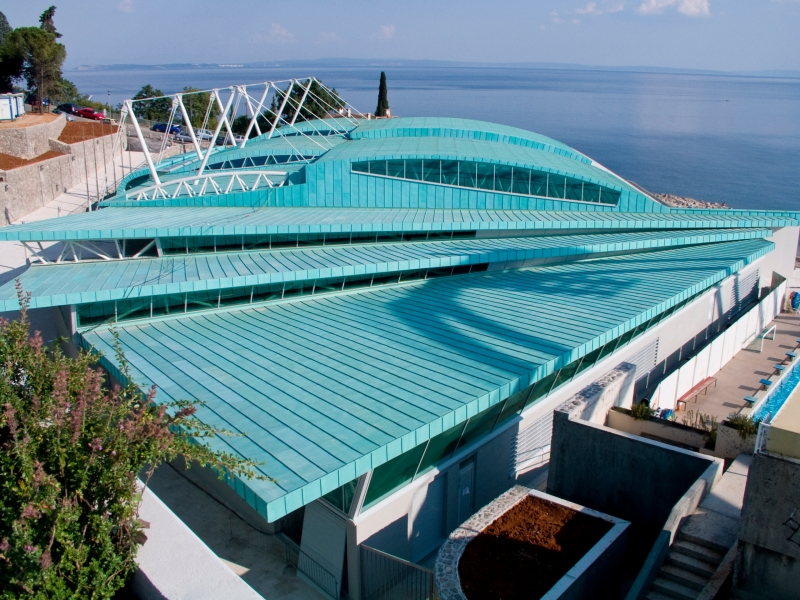
La Piscina Kantrida, sede dei Campionati

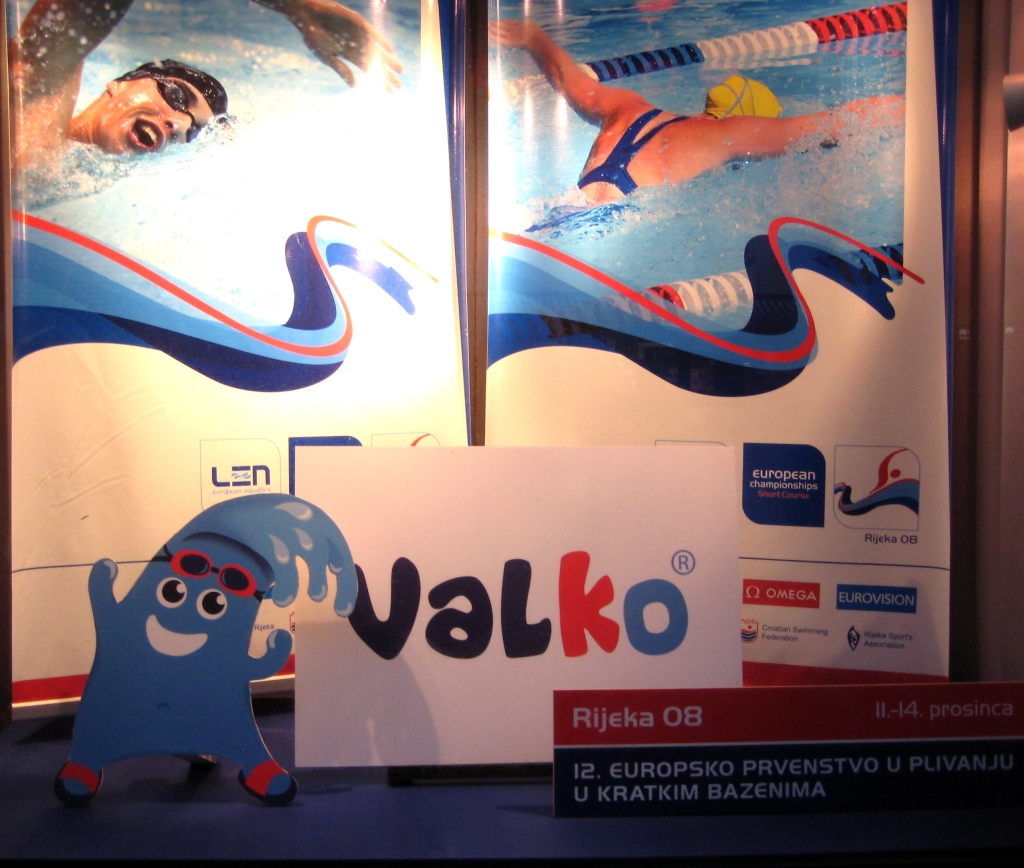
La mascotte "Valko"

I 16 mi Campionati europei di nuoto in vasca corta si sono svolti a Fiume (Croazia) dall'11 al 14 dicembre 2008.

## Medagliere
| Posizione | Paese         | Oro | Argento | Bronzo | Totale |
| --------- | ------------- | --- | ------- | ------ | ------ |
| 1         | Russia        | 8   | 1       | 5      | 14     |
| 2         | Francia       | 7   | 9       | 4      | 20     |
| 3         | Italia        | 5   | 5       | 8      | 18     |
| 4         | Paesi Bassi   | 5   | 3       | 3      | 10     |
| 5         | Croazia       | 2   | 0       | 2      | 4      |
| 6         | Spagna        | 2   | 3       | 2      | 7      |
| 7         | Slovenia      | 2   | 0       | 1      | 3      |
| 8         | Germania      | 1   | 3       | 2      | 6      |
| 8         | Danimarca     | 1   | 3       | 2      | 6      |
| 10        | Austria       | 1   | 2       | 1      | 4      |
| 10        | Ucraina       | 1   | 2       | 1      | 1      |
| 12        | Serbia        | 1   | 1       | 0      | 2      |
| 12        | Svezia        | 1   | 1       | 0      | 2      |
| 14        | Gran Bretagna | 1   | 0       | 4      | 5      |
| 15        | Finlandia     | 1   | 0       | 0      | 1      |
| 16        | Ungheria      | 0   | 3       | 1      | 4      |
| 17        | Svizzera      | 0   | 1       | 1      | 2      |
| 18        | Lituania      | 0   | 1       | 0      | 1      |
| 18        | Norvegia      | 0   | 1       | 0      | 1      |
| 20        | Polonia       | 0   | 0       | 1      | 1      |
| 20        | Slovacchia    | 0   | 0       | 1      | 1      |

## Record battuti

### Record mondiali
| Data             | Gara      | Atleta                                     | Nazione     | Tempo   |
| ---------------- | --------- | ------------------------------------------ | ----------- | ------- |
| 11 dicembre 2008 | 4x50m mx  | Di Tora, Terrin, Belotti e Magnini         | Italia      | 1:34.01 |
| 11 dicembre 2008 | 4x50 m mx | Donets, Geybel, Skvortsov e Fesikov        | Russia      | 1:33.77 |
| 11 dicembre 2008 | 50m sl    | Amaury Leveaux                             | Francia     | 20.48   |
| 11 dicembre 2008 | 4x50m mx  | Di Tora, Terrin, Belotti e Magnini         | Italia      | 1:32.91 |
| 12 dicembre 2008 | 100m sl   | Amaury Leveaux                             | Francia     | 45.12   |
| 12 dicembre 2008 | 800m sl   | Alessia Filippi                            | Italia      | 8:04.53 |
| 12 dicembre 2008 | 4x50m sl  | Schreuder, Dekker, Kromowidjojo e Veldhuis | Paesi Bassi | 1:33.80 |
| 12 dicembre 2008 | 50m do    | Sanja Jovanović                            | Croazia     | 26.23   |
| 14 dicembre 2008 | 200m sl   | Federica Pellegrini                        | Italia      | 1:51.85 |
| 14 dicembre 2008 | 50m fa    | Amaury Leveaux                             | Francia     | 22.18   |
| 14 dicembre 2008 | 4x50m sl  | Bernard, Gilot, Leveaux, Bousquet          | Francia     | 1:20.77 |

### Record europei
| Data             | Gara           | Atleta              | Nazione     | Tempo   |
| ---------------- | -------------- | ------------------- | ----------- | ------- |
| 11 dicembre 2008 | 50 m sl        | Amaury Leveaux      | Francia     | 20.80   |
| 11 dicembre 2008 | 100 m sl       | Marleen Veldhuis    | Paesi Bassi | 51.91   |
| 11 dicembre 2008 | 50 m rana      | Valentina Artemyeva | Russia      | 29.86   |
| 11 dicembre 2008 | 200 m mx       | Francesca Segat     | Italia      | 2:07.03 |
| 12 dicembre 2008 | 100 m dorso    | Sanja Jovanović     | Croazia     | 56.87   |
| 12 dicembre 2008 | 100 m rana     | Igor Borysik        | Ucraina     | 57.33   |
| 12 dicembre 2008 | 50 m farfalla  | Hinkelien Schreuder | Paesi Bassi | 25.21   |
| 14 dicembre 2008 | 200 m rana     | Hugues Duboscq      | Francia     | 2:04.59 |
| 14 dicembre 2008 | 100 m farfalla | Milorad Čavić       | Serbia      | 49.19   |
| 14 dicembre 2008 | 100 m mx       | Peter Mankoč        | Slovenia    | 51.97   |

## Medaglie

### 50 m stile libero
| Posizione | Atleta             | Paese   | Tempo |
| --------- | ------------------ | ------- | ----- |
|           | Amaury Leveaux     | Francia | 20.63 |
|           | Frédérick Bousquet | Francia | 20.69 |
|           | Duje Draganja      | Croazia | 21.15 |
|           | Evgeny Lagunov     | Russia  | 21.15 |

| Posizione | Atleta              | Paese       | Tempo    |
| --------- | ------------------- | ----------- | -------- |
|           | Marleen Veldhuis    | Paesi Bassi | 23.55 RC |
|           | Hinkelien Schreuder | Paesi Bassi | 23.72    |
|           | Jeanette Ottesen    | Danimarca   | 24.05    |

### 100 m stile libero
| Posizione | Atleta          | Paese   | Tempo    |
| --------- | --------------- | ------- | -------- |
|           | Amaury Leveaux  | Francia | 44.94 RM |
|           | Fabien Gilot    | Francia | 45.84    |
|           | Filippo Magnini | Italia  | 46.62    |

| Posizione | Atleta              | Paese       | Tempo |
| --------- | ------------------- | ----------- | ----- |
|           | Marleen Veldhuis    | Paesi Bassi | 51.95 |
|           | Jeanette Ottesen    | Danimarca   | 52.08 |
|           | Ranomi Kromowidjojo | Paesi Bassi | 52.22 |

### 200 m stile libero
| Posizione | Atleta                | Paese    | Tempo   |
| --------- | --------------------- | -------- | ------- |
|           | Danila Izotov         | Russia   | 1:43.09 |
|           | Dominik Meichtry      | Svizzera | 1:43.11 |
|           | Massimiliano Rosolino | Italia   | 1:43.53 |

| Posizione | Atleta              | Paese       | Tempo      |
| --------- | ------------------- | ----------- | ---------- |
|           | Federica Pellegrini | Italia      | 1:51.85 RM |
|           | Femke Heemskerk     | Paesi Bassi | 1:53.79    |
|           | Daria Belyakina     | Russia      | 1:53.85    |

### 400 m stile libero
| Posizione | Atleta                | Paese     | Tempo      |
| --------- | --------------------- | --------- | ---------- |
|           | Paul Biedermann       | Germania  | 3:37.73 RC |
|           | Massimiliano Rosolino | Italia    | 3:39.33    |
|           | Mads Glæsner          | Danimarca | 3:39.77    |

| Posizione | Atleta          | Paese   | Tempo   |
| --------- | --------------- | ------- | ------- |
|           | Coralie Balmy   | Francia | 3:56.39 |
|           | Camille Muffat  | Francia | 3:57.49 |
|           | Alessia Filippi | Italia  | 3:59.35 |

### 800 m stile libero
| Posizione | Atleta          | Paese     | Tempo      |
| --------- | --------------- | --------- | ---------- |
|           | Alessia Filippi | Italia    | 8:04.53 RM |
|           | Coralie Balmy   | Francia   | 8:05.32    |
|           | Lotte Friis     | Danimarca | 8:09.91    |

### 1500 m stile libero
| Posizione | Atleta               | Paese  | Tempo    |
| --------- | -------------------- | ------ | -------- |
|           | Federico Colbertaldo | Italia | 14:24.21 |
|           | Vitaly Romanovich    | Russia | 14:29.64 |
|           | Samuel Pizzetti      | Italia | 14:31.60 |

### 50 m dorso
| Posizione | Atleta            | Paese      | Tempo |
| --------- | ----------------- | ---------- | ----- |
|           | Stanislav Donets  | Russia     | 23.22 |
|           | Aschwin Wildeboer | Spagna     | 23.28 |
|           | Lubos Krizko      | Slovacchia | 23.47 |

| Posizione | Atleta           | Paese   | Tempo    |
| --------- | ---------------- | ------- | -------- |
|           | Sanja Jovanović  | Croazia | 26.23 RM |
|           | Kateryna Zubkova | Ucraina | 26.65    |
|           | Elena Gemo       | Italia  | 26.77    |

### 100 m dorso
| Posizione | Atleta                  | Paese    | Tempo    |
| --------- | ----------------------- | -------- | -------- |
|           | Stanislav Donets        | Russia   | 49.32 RM |
|           | Aschwin Wildeboer Faber | Spagna   | 49.61    |
|           | Helge Meeuw             | Germania | 50.89    |

| Posizione | Atleta           | Paese   | Tempo    |
| --------- | ---------------- | ------- | -------- |
|           | Sanja Jovanović  | Croazia | 56.87 RE |
|           | Kateryna Zubkova | Ucraina | 57.01    |
|           | Laure Manaudou   | Francia | 57.16    |

### 200 m dorso
| Posizione | Atleta                  | Paese   | Tempo      |
| --------- | ----------------------- | ------- | ---------- |
|           | Stanislav Donets        | Russia  | 1:49.22 RC |
|           | Aschwin Wildeboer Faber | Spagna  | 1:49.22 RC |
|           | Pierre Roger            | Francia | 1:52.26    |

| Posizione | Atleta             | Paese       | Tempo   |
| --------- | ------------------ | ----------- | ------- |
|           | Alexandra Putra    | Francia     | 2:02.48 |
|           | Alexianne Castel   | Francia     | 2:03.10 |
|           | Elizabeth Simmonds | Regno Unito | 2:03.12 |

### 50 m rana
| Posizione | Atleta             | Paese    | Tempo |
| --------- | ------------------ | -------- | ----- |
|           | Matjaz Markic      | Slovenia | 26.47 |
|           | Aleksander Hetland | Norvegia | 26.64 |
|           | Emil Tahirovič     | Slovenia | 26.66 |

| Posizione | Atleta              | Paese       | Tempo |
| --------- | ------------------- | ----------- | ----- |
|           | Valentina Artemyeva | Russia      | 29.96 |
|           | Janne Schaefer      | Germania    | 30.37 |
|           | Moniek Nijhuis      | Paesi Bassi | 30.45 |

### 100 m rana
| Posizione | Atleta         | Paese       | Tempo    |
| --------- | -------------- | ----------- | -------- |
|           | Igor Borysik   | Ucraina     | 57.33 RE |
|           | Hugues Duboscq | Francia     | 57.64    |
|           | James Gibson   | Regno Unito | 57.91    |

| Posizione | Atleta              | Paese   | Tempo   |
| --------- | ------------------- | ------- | ------- |
|           | Valentina Artemyeva | Russia  | 1:05.02 |
|           | Sophie De Ronchi    | Francia | 1:05.43 |
|           | Mirna Jukić         | Austria | 1:05.64 |

### 200 m rana
| Posizione | Atleta            | Paese   | Tempo      |
| --------- | ----------------- | ------- | ---------- |
|           | Hugues Duboscq    | Francia | 2:04.59 RE |
|           | Edoardo Giorgetti | Italia  | 2:04.98    |
|           | Igor Borysik      | Ucraina | 2:05.47    |

| Posizione | Atleta           | Paese    | Tempo   |
| --------- | ---------------- | -------- | ------- |
|           | Alena Alekseeva  | Russia   | 2:19.93 |
|           | Mirna Jukić      | Austria  | 2:20.48 |
|           | Patrizia Humplik | Svizzera | 2:21.68 |

### 50 m farfalla
| Posizione | Atleta             | Paese   | Tempo |
| --------- | ------------------ | ------- | ----- |
|           | Amaury Leveaux     | Francia | 22.23 |
|           | Milorad Čavić      | Serbia  | 22.36 |
|           | Rafael Muñoz Pérez | Spagna  | 22.48 |

| Posizione | Atleta              | Paese       | Tempo    |
| --------- | ------------------- | ----------- | -------- |
|           | Hinkelien Schreuder | Paesi Bassi | 25.21 RE |
|           | Jeanette Ottesen    | Danimarca   | 25.54    |
|           | Diane Bui Duyet     | Francia     | 25.55    |

### 100 m farfalla
| Posizione | Atleta             | Paese  | Tempo    |
| --------- | ------------------ | ------ | -------- |
|           | Milorad Čavić      | Serbia | 49.19 RE |
|           | Rafael Muñoz Pérez | Spagna | 49.74    |
|           | Nikolay Skvortsov  | Russia | 49.98    |

| Posizione | Atleta           | Paese     | Tempo    |
| --------- | ---------------- | --------- | -------- |
|           | Jeanette Ottesen | Danimarca | 56.70 RC |
|           | Diane Bui Duyet  | Francia   | 56.83    |
|           | Eszter Dara      | Ungheria  | 56.88    |

### 200 m farfalla
| Posizione | Atleta            | Paese   | Tempo      |
| --------- | ----------------- | ------- | ---------- |
|           | Nikolay Skvortsov | Russia  | 1:50.60 RM |
|           | Dinko Jukić       | Austria | 1:52.31    |
|           | Maxim Ganikhin    | Russia  | 1:52.32    |

| Posizione | Atleta         | Paese       | Tempo   |
| --------- | -------------- | ----------- | ------- |
|           | Petra Granlund | Svezia      | 2.04.27 |
|           | Aurore Mongel  | Francia     | 2:04.73 |
|           | Jemma Lowe     | Regno Unito | 2:04.78 |

### 100 m misti
| Posizione | Atleta            | Paese       | Tempo    |
| --------- | ----------------- | ----------- | -------- |
|           | Peter Mankoč      | Slovenia    | 51.97 RE |
|           | Christian Galenda | Italia      | 52.29    |
|           | James Goddard     | Regno Unito | 52.36    |

| Posizione | Atleta              | Paese     | Tempo |
| --------- | ------------------- | --------- | ----- |
|           | Hanna-Maria Seppälä | Finlandia | 59.24 |
|           | Evelyn Verrasztó    | Ungheria  | 59.49 |
|           | Francesca Segat     | Italia    | 59.61 |

### 200 m misti
| Posizione | Atleta              | Paese       | Tempo   |
| --------- | ------------------- | ----------- | ------- |
|           | James Goddard       | Regno Unito | 1:53.46 |
|           | Vytautas Janušaitis | Lituania    | 1:54.51 |
|           | Alan Cabello Forns  | Spagna      | 1:55.70 |

| Posizione | Atleta           | Paese    | Tempo      |
| --------- | ---------------- | -------- | ---------- |
|           | Francesca Segat  | Italia   | 2:07.03 RE |
|           | Evelyn Verrasztó | Ungheria | 2:07.93    |
|           | Sophie De Ronchi | Francia  | 2:08.10    |

### 400 m misti
| Posizione | Atleta      | Paese    | Tempo   |
| --------- | ----------- | -------- | ------- |
|           | Dinko Jukić | Austria  | 4:03.01 |
|           | Gergő Kis   | Ungheria | 4:03.81 |
|           | Lukasz Wojt | Polonia  | 4:05.13 |

| Posizione | Atleta                 | Paese  | Tempo      |
| --------- | ---------------------- | ------ | ---------- |
|           | Mireia Belmonte Garcia | Spagna | 4:25.06 RM |
|           | Alessia Filippi        | Italia | 4:26.06    |
|           | Francesca Segat        | Italia | 4:27.12    |

### 4x50 m stile libero
| Posizione | Atleta                                                       | Paese   | Tempo      |
| --------- | ------------------------------------------------------------ | ------- | ---------- |
|           | Alain Bernard Fabien Gilot Amaury Leveaux Frédérick Bousquet | Francia | 1:20.77 RM |
|           | Alessandro Calvi Marco Orsi Mattia Nalesso Filippo Magnini   | Italia  | 1:23.37    |
|           | Duje Draganja Alexei Puninski Bruno Barbic Mario Todorovic   | Croazia | 1:23.68    |

| Posizione | Atleta                                                               | Paese       | Tempo      |
| --------- | -------------------------------------------------------------------- | ----------- | ---------- |
|           | Hinkelien Schreuder Inge Dekker Ranomi Kromowidjojo Marleen Veldhuis | Paesi Bassi | 1:33.80 RM |
|           | Petra Granlund Claire Hedenskog Sarah Sjöström Lovisa Ericsson       | Svezia      | 1:38.00    |
|           | Dorothea Brandt Petra Dallmann Lisa Vitting Daniela Schreiber        | Germania    | 1:38.06    |

### 4x50 m mista
| Posizione | Atleta                                                           | Paese    | Tempo      |
| --------- | ---------------------------------------------------------------- | -------- | ---------- |
|           | Mirco Di Tora Alessandro Terrin Marco Belotti Filippo Magnini    | Italia   | 1:32.91 RM |
|           | Thomas Rupprath Marco Koch Johannes Dietrich Steffen Deibler     | Germania | 1:33.31    |
|           | Stanislav Donets Sergey Geybel Evgenij Korotyškin Evgeny Lagunov | Russia   | 1:33.31    |

| Posizione | Atleta                                                                  | Paese       | Tempo      |
| --------- | ----------------------------------------------------------------------- | ----------- | ---------- |
|           | Ranomi Kromowidjojo Moniek Nijhuis Hinkelien Schreuder Marleen Veldhuis | Paesi Bassi | 1:45.73 RM |
|           | Daniela Samulski Janne Schaefer Lena Kalla Petra Dallmann               | Germania    | 1:46.84    |
|           | Elena Gemo Roberta Panara Silvia Di Pietro Federica Pellegrini          | Italia      | 1:47.05    |